# Volby do Evropského parlamentu ve Slovinsku 2004
Volby do Evropského parlamentu se ve Slovinsku konaly 13. června 2004. Volební účast byla 28,3 %. Voleno bylo 7 poslanců.

## Volební výsledky
| Politický subjekt                                                            | Hlasy   | Procenta | Mandáty |
| ---------------------------------------------------------------------------- | ------- | -------- | ------- |
| Nova Slovenija – Krščanska ljudska stranka                                   | 102 753 | 23,57 %  | 2       |
| Liberalna demokracija Slovenije + Demokratična stranka upokojencev Slovenije | 95 489  | 21,91 %  | 2       |
| Slovenska demokratska stranka                                                | 76 945  | 17,65 %  | 2       |
| Združena lista socialnih demokratov                                          | 61 672  | 14,15 %  | 1       |
| Slovenska ljudska stranka                                                    | 36 662  | 8,41 %   | 0       |
| Slovenska nacionalna stranka                                                 | 21 883  | 5,02 %   | 0       |
| Slovenija je naša                                                            | 17 930  | 4,11 %   | 0       |
| Stranka mladih Slovenije + Zeleni Slovenije                                  | 10 027  | 2,3 %    | 0       |